# Nationaal Inlichtingen- en Veiligheidscentrum

Logo CISEN

Het Nationaal Inlichtingen- en Veiligheidscentrum (Spaans: Centro de Investigación y Seguridad Nacional, CISEN) is de veiligheidsdienst van Mexico. Het CISEN valt onder het Ministerie van Binnenlandse Zaken.
Het CISEN bestaat in zijn huidige vorm sinds 1989, maar de geschiedenis van zijn voorlopers gaat al verder terug. In 1918 liet president Venustiano Carranza binnen het ministerie van binnenlandse zaken de "Eerste Afdeling" (Sección Primera) oprichten, die zich bezighield met het identificeren van politieke tegenstanders. Het takenpakket werd in 1929 uitgebreid en de instelling werd hernoemd tot "Vertrouwelijke Afdeling" (Departamento Conficencial) en in 1938 tot "Bureau van Politieke Informatie" (Oficina de Información Política). 
Bij de Mexicaanse oorlogsverklaring aan de asmogendheden in 1942 werd de dienst nog eens fors uitgebreid en hernoemd tot "Afdeling van Politiek en Sociaal Onderzoek' (Departamento de Investigación Política y Social), die in 1947 dan weer hernoemd werd tot "Federaal Veiligheidsdirectoraat" (Dirección Federal de Seguridad, DFS). Het DFS zou berucht worden als instrument van staatsterrorisme die de Mexicaanse regering in de jaren 60, 70 en 80 tegen haar eigen bevolking inzette. Het DFS hield zich niet meer slechts bezig met binnenlandse veiligheid, maar spoorde politieke tegenstanders op en liet deze martelen of ombrengen, niet zelden met behulp van de Central Intelligence Agency, de Amerikaanse veiligheidsdienst. Ook zetten hooggeplaatste politici het DFS in om de cover-up voor hun corrupte of criminele activiteiten te organiseren.
De DFS werd in 1985 samengevoegd met het "Algemeen Directoraat van Politieke en Sociale Inlichtingen" (Dirección General de Investigaciones Políticas y Sociales tot het "Algemeen Nationaal Inlichtingen- en Veiligheidsdirectoraat" (Dirección General de Investigación y Seguridad Nacional). In 1989 kreeg de inlichtingendienst uiteindelijk zijn huidige naam.